# NGC 1801
NGC 1801 (другое обозначение — ESO 56-SC45) — рассеянное звёздное скопление в созвездии Золотой Рыбы, расположенное в Большом Магеллановом Облаке. Открыто Джеймсом Данлопом в 1826 году. Описание Дрейера: «тусклый, довольно крупный объект круглой формы, немного более яркий в середине, западный из двух», под вторым объектом подразумевается NGC 1809. Масса скопления составляет около 18 000 M⊙, возраст — 315 миллионов лет, избыток цвета B−V — 0,16m.
Этот объект входит в число перечисленных в оригинальной редакции «Нового общего каталога».